# Гербовый акт (1765)
Ге́рбовый акт, Акт о ге́рбовом сбо́ре (англ. The Stamp Act) — закон о налогообложении, который был принят британским парламентом в 1765 году в отношении североамериканских колоний.
Согласно данному документу, продажа книг, брошюр, газет, игральных карт и прочих печатных товаров, а также оформление любых гражданских документов облагались штемпельным сбором в пользу короны. Ряд новых фискальных мер был призван обеспечить снижение госдолга Великобритании, который вырос в результате Семилетней войны, и компенсировать расходы на содержание британской армии в Америке. Помимо этого, парламент надеялся этим законом утвердить своё право вводить налоги в заморских колониях. Новый закон вызвал массовые протесты и волнения в североамериканских колониях. Не имея собственных представителей в парламенте, колонии не могли влиять на структуру и характер налогообложения, цель и методику их взимания и расходования. На улицах городов возникли стихийные антианглийские демонстрации и митинги. В Бостоне возбуждённая толпа разгромила особняк вице-губернатора. Чтобы выразить свой протест, ассамблеи колоний отправили делегатов на Конгресс Гербового акта, решения которого стали первым объединённым ответом всех колоний на действия британского правительства. Против акта выступили не только колонии, но и британские торговцы, которые понесли убытки из-за бойкота колониями их товаров. 18 марта 1766 года Акт был отменён, но парламент не отказался от своего права облагать колонии налогом и впоследствии ввёл ещё несколько налоговых законов. Впоследствии Акт был упомянут в декларации независимости США в числе списка жалоб на британское правительство.

## Предыстория
...Это может показать рутинным, незначительным событием. Кажется, никто не осознал, что лорд Бьют поджигает длинный запал, который в итоге приведёт к взрыву: к Американской революции.
В 1763 году Британия победила Францию в войне на Североамериканском континенте, которая в Америке известна как Война с французами и индейцами, но эта победа далась ей ценой значительных расходов. Внешний долг Британии почти удвоился: с 72 289 673 £ в 1755 году до 129 586 789 £ к 1764 году, и само по себе обслуживание долга требовало дополнительных налогов. Но и после окончания войны расходы на армию не сократились, поскольку ещё в начале 1763 года министерство Бьюта приняло решение оставить в колониях 10 000 человек регулярных войск, на содержание которых уходило 225 000 £ в год. Такое решение было принято потому, что в случае демобилизации остались бы без работы примерно 1500 офицеров, многие из которых имели хорошие связи в парламенте. Решено было сохранить эту армию, но так как англичане очень неодобрительно относились к пребыванию регулярной армии на территории Англии, то приходилось держать её где-то в колониях.
Кроме того, некоторые колониальные чиновники (например, Уильям Ширли) ещё до войны советовали держать в колониях некоторое количество войск, чтобы губернаторы могли пресекать поползновения колоний к независимости.
В 1763 году, после Восстания Понтиака, король издал Прокламацию 1763 года и обязал регулярную армию препятствовать конфликтам между индейцами и колонистами. Все 10 000 человек были развёрнуты вдоль фронтира, и сделано это было в основном в интересах офицеров регулярной армии. Несколько лет спустя, в конце 60-х, Джон Адамс писал, что с американцев всё ещё пытаются брать налоги «для содержания этого роя офицеров и пенсионеров в праздности и роскоши».
В апреле 1763 года ушло в отставку министерство Бьюта и был сформирован кабинет Джорджа Гренвилла. Теперь этому правительству предстояло изыскать средства на содержание армии в колониях. Введение нового налога в Англии было невозможно, поскольку только что прошли протесты против налога на сидр, который пыталось ввести министерство Бьюта. Тогда было решено, что парламенту надо вести сбор с американских колоний. Это было нечто новое в британской политике: парламент ранее вводил законы по регуляции торговли в колониях, но никогда ещё не вводил там прямых налогов.
Гренвилл решил, что гербовый сбор — это самый простой в осуществлении и контроле способ получить дополнительное финансирование. Его немного беспокоило, что он может привести к снижению спроса на британские товары, но чиновники казначейства уверили его, что налоги в колониях низки, и дополнительный налог не повлияет на их покупательную способность. Примерно в сентябре 1763 года Гренвилл принял решение ввести налог, а в сентябре распорядился составить проект закона. Впоследствии, когда введение закона привело к кризису, Гренвилл пытался снять с себя ответственность и время от времени утверждал, что это было не его решение, а неизбежное наследство, доставшееся ему от министерства Бьюта. И это было явной неправдой, поскольку лорд Бьют плохо разбирался в экономике и не стал бы начинать такие проекты, а сам Гренвилл был его политическим противником и не стал бы продолжать его замыслы. Гренвилл так же утверждал, что король желал этого налога, но и это утверждение ничем не подтверждается. Историк Джон Бальон писал, что только лорд Гренвилл ответственен за разработку и реализацию Гербового акта.
Первым шагов программы Гренвилла стал Закон о сахаре, принятый в 1764 году. Это был слегка изменённый Закон о патоке 1733 года, который облагал налогом в 6 пенсов с галлона всю ввозимую в колонии патоку. Тогда налог вводился не для получения денег, а для удорожания импортной патоки и создания монополии на продажу британской патоки. Тогда закон не сработал: торговцы перешли на контрабандную патоку или просто давали взятки таможенным чиновникам. Закон о сахаре снизил налог до 3 пенсов с галлона. Предполагалось, что сниженный налог будут платить более охотно.

## Подготовка акта
Ещё в апреле 1764 года, при принятии Закона о сахаре, парламент предупредил, что рассматривает возможность введения гербового сбора. Эта новость сразу вызвала недовольство в колониях, но никто ещё не представлял себе размаха будущего кризиса. Исторически гербовый сбор успешно применялся в Великобритании, он давал около £100,000 в год, не требуя расходов на его сбор. Его нельзя было обойти: любой официальный документ без гербовой марки считался недействительным. Возможность введения такого налога в колониях дважды рассматривалась до войны с Францией, и один раз в 1761 году. Сами колонии иногда издавали законы о гербовом сборе и у Гренвилла были под рукой образцы этих законов, хотя из Англии не всегда было понятно, какие именно документы и сделки облагались этим налогом. К апрелю 1764 года, когда был принят Закон о сахаре, Гренвилл был совершенно уверен в своём праве облагать колонии налогами, и дал понять, что после сахарного налога последуют и другие.
Славная революция 1688 года установила принцип главенства власти парламента. Этот принцип был распространён за океан, когда парламент начал регулировать торговлю и промышленность в колониях. Никто не знал, получится ли распространить власть парламента и на налоговую сферу, но в Англии полагали, что интересы колоний настолько различаются, что их совместный протест маловероятен. Неверие в объединение колоний зародилось ещё в 1754 году, когда колонисты не приняли объединительного плана, разработанного Олбанским конгрессом. Но к концу декабря 1764 года первые признаки недовольства Законом о сахаре и грядущим гербовым сбором стали проявляться в колониальных памфлетах и петициях.
Гренвилл вполне ожидал такую реакцию колоний. Он решил, что лучший способ преодолеть сопротивление закону — это провести его через парламент как можно большим числом голосов и изобразить его как единогласное решение всего парламента. При этом он старался выглядеть вдумчивым, умеренным политиком, готовым к дискуссии.

### Встреча с американской делегацией
Представители американской делегации решили встретиться с Гренвиллом, чтобы узнать его мнение о поданных петициях, и донести до него ту мысль, что колонии в принципе готовы сами оказать какую-то финансовую помощь метрополии. Для встречи были выбраны четыре представителя: Ричард Джексон и Чарльз Гарт (члены британского парламента), и Бенджамин Франклин, Джаред Ингерсол, недавно прибывшие из колоний и понимавшие настроения колонистов. Гренвилл знал, что они не сообщат ему ничего нового, но надеялся этой встречей продемонстрировать свои добрые намерения, и полагал, что делегаты передадут его слова колониям, объяснят, что Британия действует в интересах американцев, готова исправлять свои ошибки, и это смягчит эффект от введения налога. Встреча была назначена на 2 февраля.
На встрече американцы выразили своё несогласие с введением налога и сказали, что лучше колониям самим собирать такой налог. Гренвилл внимательно выслушал их выступление, после чего перешёл к тщательно продуманному ответу. Он сказал, что понимает, какое беспокойство причиняет колониям этот налог и что он не рад этому, но его должность обязывает его собирать налоги. Гербовый сбор, сказал Гренвилл, это самый простой и удобный способ собрать необходимый налог, но если колонии могут придумать более лёгкий способ, то он готов принять их предложение. Американцев впечатлила не столько аргументация, сколько сама манера поведения лорда Гренвилла. Ричард Джексон сказал, что если войска в колониях будут содержаться за счёт налогов, собранных парламентом, и если губернаторы и чиновники будут оплачиваться так же, то, возможно, губернаторам станут не нужны колониальные ассамблеи, и их просто не будут созывать. Так как Гренвилл не строил таких планов, то он уверенно ответил, что ничего подобного не произойдёт. На предложение собирать налог непосредственно колониальными ассамблеями он ответил, что такое едва ли возможно технически. Допустим, мы позволим вам собирать налог, сказал Гренвилл, но сможете ли вы договориться о пропорции сбора с каждой колонии? Делегаты признали, что колонии не смогут договориться. Гренвилл признал, что и Казначейство не сможет определить такие пропорции. Но даже если пропорции и будут определены, то где гарантии, что колонии смогут регулярно собирать такой налог? Делегаты признали, что Гренвилл прав в своих рассуждениях.
Впоследствии Гренвилл утверждал, что колонии должны сами оплачивать армию, которая их защищает, но на этой встрече он смягчил аргументы: он сказал, что у Англии большие проблемы с внешним долгом и она нуждается в любой помощи, но тем не менее, она готова помогать колониям в конфликтах с индейцами, и хорошо бы колониям оказать какое-то содействие. Он, таким образом, высказывал не прямое требование, а взывал к инстинкту самосохранения, полагая, что американцы легче примут аргумент в такой форме.
Ранее, на совещании с чиновниками казначейства 2 декабря 1764 года, Гренвилл сказал, что надеется получить с налога все 100 000 фунтов в год, необходимые на содержание армии, но на встрече с делегатами он сказал, что будет рад, если получится собрать 40 000 или 50 000, а если и эти сборы будут слишком тяжелы, то казначейство сократит их. Он обещал, что эти суммы будут потрачены в самих колониях, а поскольку они покроют только половину расходов, то Британия будет ещё и присылать в колонии дополнительно 50 000 фунтов на оплату войск.
Историк Питер Томас писал, что Гренвилл рассчитывал собрать £100 000, прибавить к ним £50 000 от налогов на патоку, и тем самым получить половину от суммы в £350 000, необходимой на содержание британской армии в Северной Америке.

### Дебаты в парламенте
10 января 1765 года открылась сессия парламента, а 6 февраля лорд Гренвилл выступил с речью, изложив аргументы против акта и приведя свои возражения на эти аргументы. Он признал, что введение налога в колониях — это нечто новое в парламентской практике, поэтому он долго готовился к этому, собирая всю возможную информацию. Колонии, сказал он, ссылаются на естественное право человека подвергаться налогообложению только своими представителями. Но подобное право можно приложить к любому закону, между тем законы, регулирующие торговлю, в колониях действуют. Даже в Англии многие налогоплательщики не имеют представительства в парламенте: например, Ост-Индская компания. Англичане имеют в парламенте «виртуальное представительство», но не фактическое, а фактически менее 20-й части населения представлены в парламенте. Соответственно, колонисты говорят не о естественном праве, а об особой привилегии.
Далее Гренвилл сказал, что колонии не могут быть освобождены от налогов хартиями королей, потому что у короля в принципе нет таких полномочий. Хартии данные колониям (например, хартия Мериленду 1633 года, хартия Пенсильвании 1680 года, хартии Коннектикуту и Род-Айленду) не освобождают их от налогов. Хартия Пенсильвании не даёт праву королю вводить такие налоги, но оставляет это право за парламентом. Кроме того, колонии уже облагались налогом в прошлом: в частности, налогом на патоку и на сахар. Далее он рассказал, что налог в целом не будет обременительным. В колониях проживают 1 600 000 или 1 700 000 человек, которые, по его словам, платят всего 64 000 фунтов в год на свои правительства. Это очень отличалось от налоговой нагрузки на население Англии. Гренвилл затем перешёл к этической стороне вопроса: он сказал, что понимает желание колоний избежать налогообложения, но справедливость требует того, чтобы налоги платили все поровну.
Противники закона утверждали, что он может привести к беспорядкам в колониях, на что Гренвилл ответил, что это разумеется, произойдёт, ибо когда в истории введение налога не сопровождалось беспорядками? Однако такой закон легче ввести сейчас, когда колонисты ещё испытывают чувство благодарности к Англии, чем потом, когда эти чувства остынут. Если же закон будет отклонен, то это создаст прецедент на будущее. Наконец, этот налог относительно лёгкий, он не затрагивает бедные слои населения, и даже сами представители американцев, сказал Гренвилл, не смогли предложить иного, более лёгкого вида налога. В завершении речи он сказал, что предлагаемый закон основывается на том великом принципе, что защита есть обязанность правителя, а помощь и повиновении есть обязанность управляемого.
Дебаты в парламенте начались сразу после этой речи, и длились только один день, при этом обсуждение шло примерно так, как и ожидал Гренвилл. Петиции, присланные из колоний, были проигнорированы, а аргументы против налога не произвели на парламент впечатления. Депутаты Джексон и Гарт высказались против этого закона. Уильям Бекфорд осудил рассуждения Гренвилла о конституционности закона. Чарльз Таунсенд поддержал закон и сказал: «…и теперь эти американцы, эти дети, взращенные нашей заботой, вскормленные нашими милостями, пока не стали достаточно сильными и богатыми, которых мы защищали нашим оружием, пожелают ли они внести свою лепту, чтобы избавить нас от тяжелого бремени, кое лежит на нас?». На этот вопрос ответил полковник Исаак Барре:
Они взращены вашей заботой? Нет! Это ваше насилие заставило их взрастать в Америке. Они бежали от вашей тирании в те невозделанные и негостеприимные земли, где подвергались всем трудностям, которые человек может вынести, в частности жестокостям дикарей…
Они вскормлены вашей милостью? Они выросли, потому что вы забыли о них. Как только вы начнёте о них заботиться, это выразится в том, что вы отправите кого-то управлять ими… шпионить за ними и извращать их действия… людей, чьё поведение уже вызывало отвращение этих сынов свободы.

Они защищены вашим оружием? Они из благородства подняли оружие в вашу защиту, доблестно защищали свою страну, жертвовали последним в ваших интересах…
Выражение «Сыны свободы» (Sons of Liberty) стало знаменитым, и вскоре, когда Самуэль Адамс создавал протестную организация в Массачусетсе, он предложил назвать её именно этими словами. Так возникла организация Сыны свободы.
Несмотря на возражение Барре, предложение ввести налог было одобрено парламентом 245-ю голосами за при 49-ти голосах против. На следующий день, 7 февраля, Палата общин одобрила 55 резолюций, которые легли в основу акта. Лорд Гренвилл составил собственно билль, передал его парламенту, и 13 февраля прошло первое чтение. 15 февраля состоялось второе чтение. К этому моменту оппозиция составила петиции от колоний, протестующие против этого акта, но парламент отказался принять их к рассмотрению. Это было сделано на том основании, что петиции подвергают сомнению право парламента облагать налогом какую-либо часть Британских владений. Этот отказ вызвал протесты. Генерал Генри Конвей напомнил парламенту, что год назад рассмотрение акта было отложено именно для того, чтобы колонии успели предоставить свои возражения. Но заявление Конвея было оставлено без внимания и закон прошёл второе чтение. 22 марта состоялось третье чтение, и закон вступил в силу.

## Реакция в колониях

### Реакция политиков
В июне 1764 года в Массачусетсе был сформирован Комитет по корреспонденции из 5-ти человек для координации мер противодействия новому закону и для обмена информацией по этому вопросу. В октябре Род-Айленд сформировал аналогичный комитет. Это стало важным шагом на пути объединения колоний. В декабре 1764 года вирджинская Палата бюргеров отправила в Лондон протест, ссылаясь на то, что у них нет денег на уплату этого налога. Массачусетс, Нью-Йорк, Нью-Джерси, Род-Айленд и Коннектикут отправили аналогичные протесты. Эти документы были различны по содержанию, но все акцентировали внимание на том, что облагать колонии налогом без их согласия есть нарушение прав колоний. К концу 1765 года все 13 колоний кроме Джорджии и Северной Каролины отправили в Лондон протесты в той или иной форме.
Вирджинская Палата бюргеров собралась на заседание в начале мая 1765 года, но депутаты ждали ответ на свой протест, поэтому пока не обсуждали налог, ограничиваясь обсуждением мелких внутренних вопросов. К концу мая возникло ощущение, что важных решений не будет принято, и многие депутаты покинули Уильямсберг (Например, Джордж Вашингтон). Депутаты не были готовы к решительным действиям: вирджинские политики имели опыт прошений в адрес правительства, но никогда не протестовали открыто.
Уже 28 мая пришло письмо из Лондона от агента Эдварда Монтагю с сообщением, что Гербовый акт принят. На следующий же день, 29 мая, Патрик Генри, депутат от округа Хановер, зачитал в палате Вирджинские резолюции (Virginia Stamp Act Resolves). Он утверждал, что колонисты имеют те же права, что и англичане, не признавал налогов без представительства, и объявлял, что только вирджинская Ассамблея имеет право вводить налоги. В резолюциях Генри нападал в основном на парламент и правительство лорда Гренвилла, а не короля лично, но в устном выступлении перед Палатой он напрямую обвинил в несправедливости самого короля.
Резолюции имели 5 пунктов: 1) Что колонисты обладают всеми правами англичан; 2) Что эти права гарантированы хартиями королей; 3) Что право человека облагать налогом себя самого есть основа конституционного строя; 4) Что права колонии Вирджиния всегда признавались королями и народом Англии; 5) Что только Ассамблея колоний имеет право вводить налоги, и попытка передачи этого права другому будет разрушительна для Британии и колоний (этот пункт консервативная часть палаты пыталась изъять из списка). Были и ещё два пункта, не присутствовавшие в первоначальном списке, но появившиеся в публикациях: 6) Что колонисты не обязаны подчиняться закону о налогообложении и 7) Что всякий, кто будет утверждать обратное, должен быть объявлен врагом колоний. Ассамблея приняла только пять резолюций, но губернатор Фрэнсис Фокир запретил печатать их в официальной газете колонии. В итоге газеты напечатали не официально принятый текст, а семь резолюций, которые звучали гораздо радикальнее, чем официально принятые. В середине августа 1765 года они достигли Лондона и стали первой известной миру реакцией на Гербовый акт. Резолюции повлияли на рост протестных настроений в колониях и сделали Вирджинию лидером протеста против политики Парламента.
Британское правительство обсудило это событие на собрании 30 августа. Министры решили, что вирджинские резолюции всего лишь творение радикального меньшинства, и их отзовут, когда Палата соберется в полном составе. 14 сентября была отправлена инструкция вице-губернатору. На тот момент правительство ещё не предполагало особых осложнений.

### Уличные протесты
Пока ассамблеи в основном бездействовали, своё мнение начал высказывать народ. Этот протест не был спровоцирован извне или изнутри страны, а вызревал постепенно с 1761 года, и теперь привёл к социальному взрыву. И сторонники парламента, и противники его политики в равной мере недооценили социальную активность колонистов. Этот всплеск протестных настроений напугал даже верхи колониального общества.
Раньше всего беспорядки начались в Массачусетсе, где распространителем гербовых марок был назначен Эндрю Оливер. 14 августа башмачник Эбенезер Макинтош собрал толпу размером в 3000 человек, ворвался в офис Оливера, разгромил его, и развёл костёр, на котором было сожжено чучело Оливера. На следующий день Оливер уволился с должности распределителя марок. Самуэль Адамс по этому случаю писал, что иногда необходимо уничтожить собственность одного, чтобы спасти собственность всех.
26 августа Макинтош снова собрал толпу и разгромил три дома, в их числе дом вице-губернатора Томаса Хатчинсона. Хатчинсон был вынужден бежать, бросив всё своё имущество и в том числе богатую коллекцию рукописей. Эндрю Эллиот, свидетель этих событий, написал своему другу в Англию, что бостонцы понимают разницу между событиями 14 и 26 августа. Нападение на дом Оливера в целом не вызвало осуждений общества, но события 26 августа было сценой бунта, пьянства и грабежа.
В некоторых случаях уличные демонстрации начинались под влиянием политических лидеров, таких как Джеймс Отис или Самуэль Адамс, которые пытались контролировать толпу, не позволяя протестным демонстрациям переходить в открытый бунт, хотя им и не всегда удавалось избегать крайностей. Им была выгодна поддержка низов общества, но так же требовалось и держаться в рамках законности, чтобы их протесты серьёзно воспринимались в Англии.
Беспорядки начались и в провинции Род-Айленд. Толпа, которой руководили торговцы Уильям Эллери, Самуэль Вернон и Роберт Крук, обратила свой гнев на распространителей марок Огастуса Джонсона, Томаса Моффата и Мартина Ховарда, но вскоре лидеры протеста утратили контроль над толпой, и 27 августа эта толпа, под руководством некоего Джона Вебера, разгромила дома Ховарда и Моффата. Члены общества «Сына свободы» осудили эти действия и отказались поддержать Вебера на суде, но под угрозой оказались и их собственные дома, что вынудило их вмешаться: Вебер был освобождён.
В городе Нью-Йорке собралась неуправляемая толпа численностью до двух тысяч человек, которая стала угрожать домам тех, кто симпатизировал Англии, и напала на дом губернатора Кадвалладера Колдена. Эти протесты отличались от бостонских: если в Бостоне вождям протеста удалось взять толпу под контроль, то в Нью-Йорке протестовали в основном матросы, которые были слабо связаны с городскими общинами, и городские политики не пользовались среди них авторитетом. 1 ноября толпа разгромила дом Томаса Джеймса, командира форта Джордж, а через несколько дней гербовые марки были выданы протестующим.
Нью-йоркский распределитель марок, Джеймс Макиверс, не стал ждать угроз, а по личной инициативе подал в отставку 26 августа. Он вёл успешный бизнес в Нью-Йорке, имел несколько складов с ценными товарами, и не желал всё это потерять. Случай с Макиверсом показывает, насколько ошибался Гренвилл, когда назначал распределителями американцев, а не англичан. Гренвилл надеялся таким образом смягчить протесты, но на деле помог им: если бы распределителями были люди чужие, не имеющие своих интересов и собственности в колониях, они смогли бы дольше противостоять давлению протестантов. Но для американцев в этой должности не было особой ценности, и ради неё они не стали рисковать своим имуществом. 2 сентября примеру Макиверса последовал Уильям Кокс, распределитель из Нью-Джерси.
Распределителем в Филадельфии был Джон Хьюджес, которому сам Франклин посоветовал занять эту должность. Протестующие окружили его дом и вынудили его подать в отставку. Затем они направились к дому самого Франклина и собирались поджечь его, но друзья и сторонники Франклина уговорили их не делать этого. Другим распределителем марок, занявшим эту должность по совету Франклина, был распределитель Коннектикута, Джаред Ингерсолл. Он продержался на своём посту несколько недель, но 15 сентября когда он отправился на сессию Ассамблеи, его встретила толпа и, угрозами линчевания заставила его подать в отставку.
Из всех распределителей только джорджианский, Джордж Ангус, не был американцем. Он вернулся в Джорджию только 4 января, успел дать клятву и распределить марки по таможням, но вскоре понял, что на этой должности находиться опасно и скрылся в неизвестном направлении.
Нью-Гемпширский распределитель, Джордж Мизерв, находился в Англии во время принятия акта и только 8 сентября прибыл в Бостон, где его ещё на борту корабля предупредили, что его жизни будет угрожать опасность, пока он не уволится. Мизерв уволился, и после этого не решался заниматься частным бизнесом, опасаясь нападений.
Вирджинский распределитель, Джордж Мерсер, тоже находился в Англии и вернулся только 30 октября. Толпа сразу стала угрожать ему, и он посоветовался с губернатором о том, как ему поступить, и уже на следующий день подал в отставку.
В провинции Северная Каролина местная ячейка «Сынов свободы» смогла устроить беспорядки в октябре и ноябре. Они произошли в Ньюберне, Идентоне и Уилмингтоне. Толпа сожгла чучело лорда Бьюта, а на Хэллоуин устроила акцию «похороны свободы». 1 ноября, когда Акт должен был вступить в силу, толпа заставила подать в отставку распределителя гербовых марок, Уильяма Хьюстона. Кроме этого, протестующие заставили Эндрю Стюарта, издателя газеты North-Carolina Gazette, выпустить газету на бумаге без гербовой марки. Губернатор Уильям Трайон пригласил представителей «Сынов свободы» на ужин, чтобы договориться с ними, но эти переговоры не дали результата.
В провинции Южная Каролина начались волнения, сравнимые с революцией 1719 года; толпы народа протестовали на улицах Чарлстона. 18 октября прибыли гербовые марки, но их оставили на корабле. В течение девяти дней двухтысячная толпа творила в городе всё, что хотела, а официальные лица не решались вмешиваться. Распределители марок, Калеб Ллойд и Джон Саксби, прятались в форте Джонсон. 28 октября они вышли к народу и прилюдно отказались от своей должности. Правительство колонии закрыло чарлстонские суды и городской порт. Колониальная Палата общин сформировала комитет под председательством Кристофера Гадсдена, который издал петицию, близкую по духу с резолюциями Конгресса гербового акта, и даже более решительную. Порт был открыт в феврале 1766 года, а 3 мая в Чарлстоне стало известно об отзыве Акта.
Британское правительство получило известие о беспорядках в Америке 28 октября. Было решено устроить собрание кабинета министров 31 октября в доме герцога Камберлендского. Однако, в назначенный день герцог Камберлендский неожиданно скончался. Его смерть повлияла на всю дальнейшую политику в отношении Америки. Министры не думали о примирении и были готовы применить силу; и хотя мы не знаем его отношения к американскому кризису, современники утверждали, что герцог, если бы остался жив, непременно послал бы армию в Америку, и тогда Акт не был бы отменён. Однако, после смерти герцога лорд Рокингем стал не только формальным, но и реальным правителем страны, а он уделял больше внимания коммерческим интересам и был готов идти на примирение с колониями.
Кроме того, смерть герцога заставила министров задуматься о том, удержится ли само министерство после смерти его неформального лидера. Они вернулись к обсуждению американских дел только 11 декабря, когда ситуация уже значительно ухудшилась.

### Введение гербового сбора во Флоридах
Колонии Восточная Флорида и Западная Флорида были недавним приобретением Великобритании, они были получены от Испании только в 1763 году. В Восточной Флориде проживало около 3000 испанцев, а в 1764 году туда прибыло всего несколько мигрантов из Англии. Коммерсантов в колонии почти не было. Распределитель марок, Томас Грэм, вступил в должность 30 ноября и исполнял свои обязанности без помех. Губернатор Грант в апреле 1766 года сообщил правительству, что «безнравственный дух протеста не распространился в юной колонии». Правительство одобрило законопослушность колонии и этим исчерпывается история Гербового акта в Восточной Флориде. Поведение флоридцев объясняется тем, что они были переселенцами из Англии и привыкли воспринимать британский парламент законным источником власти.
В Западной Флориде ситуация сложилась немного иначе. В то время она была населена в основном французами, а общее население было менее 2000 человек. Губернатор Джордж Джонстон вступил в должность в 1764 году, оказался не очень способным администратором, и это породило несколько конфликтов. Он был намерен решительно вводить гербовый сбор в колонии, но это породило недовольство и пассивные протесты. Например, флоридцы отказывались брать документы на земельные гранты. Джонстон писал: «Бедные невежественные североамериканцы ещё шесть месяцев назад были готовы идти за меня на смерть, а теперь сами готовы приговорить меня к смерти за мою веру в то, что парламент Британии имеет какую-то власть над Западной Флоридой». Губернатор узнал, что в колонии зреет заговор, к которому могут примкнуть военные. Но до активного протеста дело не дошло. Население в этом вопросе раскололось по национальному признаку: мигранты из Северной Америки были категорически против акта, но их было мало; французское население было привычно к абсолютизму, и не было настроено протестовать, мигранты из Англии и Шотландии были в основном лояльны британскому парламенту. Но даже и протестно настроенное меньшинство понимало, что оно во всех смыслах зависимо от Великобритании, и ему не у кого искать помощи в этом вопросе.

### Введение гербового сбора на Карибах
Британское правительство возлагало особые надежды на доходы с гербового сбора в Карибских колониях. Депутат ассамблеи острова Антигуа предположил, что с островов Карибского моря будет собрано вдвое больше налога, чем со всех материковых колоний. На одну только Ямайку было отправлено гербовых марок на сумму 15781 фунтов, при том что в провинцию Нью-Йорк, белое население которой втрое превышало ямайское, было отправлено марок всего на 12934 фунтов. На Британские Подветренные острова было отправлено марок больше, чем в любую континентальную колонию. Акт был явно дискриминационным по отношению к островам: налог здесь был выше, чем на континенте, и островам не обещали какой-то дополнительной защиты. Наоборот, на Ямайке и на Антигуа количество военных было сокращено вдвое.
Карибские колонии протестовали на тех же основаниях, что и североамериканские. Они считали, что обладают правами британских граждан и не должны облагаться налогом без своего согласия. Они были согласны платить только те налоги, что установлены их выборными ассамблеями. Они точно так же отрицали существование «виртуального представительства».
Но хотя все карибские колонии возражали против принятия Акта, только на Подветренных островах начались протесты против гербового сбора. На островах Сент-Китс и Невис протесты произошли 31 октября и 5 ноября. Они были похожи на континентальные протесты: проходили шествия, сжигания чучел, распределителей марок заставляли покинуть должность, а марки уничтожались. Сейчас известно мало подробностей о тех протестах, но на Сент-Киттсе в них участвовала примерно половина белого населения, и по масштабам они были сравнимы с протестами в Бостоне или Нью-Йорке.

### Конгресс Гербового акта
Ассамблеи штатов не решились на протест (кроме вирджинской), и даже ассамблея Массачусетса была готова смириться с Актом, но городское собрание Бостона повело себя более решительно: оно потребовало от законодателей колонии созвать собрание делегатов от разных колоний и сформулировать коллективный ответ на Гербовый Акт. Это предложение долго обсуждалось, но в итоге было принято, и Ассамблея Массачусетса призвала колонии прислать делегатов на встречу в Нью-Йорке в октябре. На этой встрече предполагалось составить верноподданническую петицию с просьбой отозвать Акт.
Депутаты на Конгресс должны были быть избраны провинциальными Ассамблеями. Некоторые провинции не отправили делегатов. Губернатор Северной Каролины Уильям Трайон ещё весной не стал созывать Ассамблею провинции. Он чувствовал, что Акт скоро отменят, и надеялся созвать Ассамблею тогда, когда волнения немного улягутся. Таким образом, Ассамблея Северной Каролины собралась только в ноябре и не смогла отправить делегатов на Конгресс в октябре, хотя политики провинции были всецело на стороне Конгресса.
27 делегатов от 9-ти колоний собрались в Нью-Йорке в начале октября. Они были настроены в основном умеренно, хотя среди них были и сторонники радикальных мер, например Кристофер Гадсден из Южной Каролины или Джеймс Отис из Бостона. В ходе двухнедельной дискуссии делегаты отказались от радикальной позиции и выработали ряд резолюций, которые отрицали право парламента облагать налогами колонии на том основании что это противоречит правам англичан. Одна из резолюций утверждала, что гербовый сбор помешает американцам покупать британские товары.
19 октября делегаты приняли «Декларацию прав и причинённых несправедливостей». На протяжении нескольких последующих дней отдельные комиссии, сформированные Конгрессом, занимались составлением трёх документов: обращения к королю, меморандума в Палату лордов и петиции в Палату общин. Документы были приняты после обсуждения и чтений делегатами Конгресса 22 и 23 октября.

## Отзыв
Пока в Америке шли протесты, в Англии нарастало напряжение между королём и лордом Гренвиллом. Георг решил сместить Гренвилла, но не сразу подобрал ему замену. Сам он желал видеть премьер-министром Уильяма Питта, но у того было недостаточно сторонников в парламенте. В итоге король приказал сформировать правительство во главе с лордом Рокингемом, куда вошёл и генерал Конвей. Правительство Рокингема было сформировано 13 июля 1765 года, но парламент собрался на сессию только в декабре. Сторонники Рокингема в парламенте были союзниками лондонских торговцев, которые были недовольны Актом, а так как Гренвилл теперь стал лидером оппозиции, и одновременно автором Гербового акта, то для его дискредитации надо было дискредитировать Акт. Лондонские торговцы уже 4 декабря 1765 года сформировали комитет из 28 человек, который начал посылать в парламент петиции с просьбой об отмене акта. Многие торговые города Англии так же послали петиции, жалуясь на убытки.
Это было именно то, что парламент хотел услышать, но Рокингем понимал, что парламент не станет оценивать акт исключительно по экономическим мотивам. Гренвилл задумал акт в основном для того, чтобы утвердить право на налогообложение колоний. Парламент был согласен с тем, что введение налога было плохой идеей, он понимал жалобы торговцев, но он не мог себе позволить уступить требованию толпы и отказаться на право введения налогов в колониях. Рокингему надо было найти способ удовлетворить требования торговцев и в то же время позволить парламенту сохранить лицо.
Вопрос о Акте был поднят на второй сессии парламента, которая открылась 14 января 1766 года. На ней выступил с речью Уильям Питт. Он сказал, что министерство Рокингема не вызывает у него особого доверия, но предыдущее (Гренвилла) было во всех отношениях хуже. Питт открыто одобрил американский протест:

Вот джентльмен говорит нам, что Америка упряма; Америка почти открыто восстала. Я рад, что Америка сопротивляется. Три миллиона человек, лишённых чувства свободы настолько, что готовы стать рабами, были бы удобным инструментом для обращения в рабство всех остальных.
Оригинальный текст (англ.)– The gentleman tells us, America is obstinate; America is almost in open rebellion. I rejoice that America has resisted. Three million of people so dead to all feelings of liberty, as voluntarily to submit to be slaves, would have been fit instruments to make slaves of the rest. 
— William Pitt's speech on the Stamp Act January 14 1766
Питт предложил отменить акт полностью и незамедлительно, но вместе с тем ясно сформулировать права парламента в отношении колоний. Речь Питта вызвала одобрение лондонских торговцев, но потрясла членов парламента, которые не ожидали одобрения американских протестов. Теперь Рокингему надо было привести к согласию обе эти партии. 17 января министры встретились в доме Рокингема и решили издать пояснительный акт, который бы отменил Гербовый Акт, но, как и требовал Питт, заявил бы о праве парламента облагать налогами колонии.
3 февраля Конвей представил парламенту Пояснительный акт. Во время обсуждения Гренвилл предложил обратиться к королю с требованием применения силы для введения в действия акта. Ко всеобщему удивлению, предложение было отклонено 274-мя голосами против 134-х. После этого члены Палаты общин пошли на необычный шаг и посвятили три сессии подряд (11, 12 и 13 февраля) допросу некоторых американцев. На последней сессии на вопросы отвечал Бенжамин Франклин. Франклин не любил публичные выступления и не имел способностей оратора, но на этот раз он целых четыре часа достаточно грамотно и внятно отвечал на вопросы парламента. На допросе лорд Гренвилл спрашивал, какие последствия могут быть, если Англия решит применить силу. Он спросил, насколько крупные силы потребуются для защиты распределителей марок, на что Франклин ответил, что довольно большие. Разговор подошёл опасно близко к обсуждению вооружённого восстания: когда Гренвилл спросил, сколько американцев способны носить оружия, Франклин начал отвечать «Я предполагаю, их как минимум…», но в этот момент спикер остановил его и объявил вопрос неуместным.
10 февраля лорд Рокингем встретился с королём, чтобы узнать его позицию относительно отзыва акта. Предполагалось, что король против отзыва и в итоге акт просто изменят, но не отменят полностью. Однако, Рокингем, Конвей, Ньюкасл и большинство кабинета министров было за отзыв акта, и если бы король выступил против, Рокингем подал бы в отставку. Тогда пришлось бы назначать премьер-министром Гренвилла, чего король крайне не желал. Он сказал Рокингему, что отзыв предпочтительнее применения силы, а скорректировать акт едва ли получится, учитывая то, как настроены враждующие фракции парламента. 22 февраля Конвей представил парламенту на утверждение билль об отмене акта. Он сказал, что акт привёл к хаосу в торговле и промышленности, породил безработицу и задолженности, а в колониях привёл к протестам и беззаконию. Он заявил, что отзыв акта служит интересам Британии. Гренвилл пытался возражать, утверждая, что если отменят этот акт, то потом придётся отменять и Навигационные Акты, и конца этому не будет. Уильям Питт выступил с речью, которая длилась час и пятнадцать минут; он выступил за абсолютный, полный и безусловный отмен.
В два часа ночи прошло финальное голосование. 275 человек проголосовали за отмену акта, 167 голосов были против. Хорас Уолпол вспоминал, что когда члены парламента покинули здание, толпа встретила Уильяма Питта криками приветствий, бросала в воздух шляпы и сопровождала его до самого дома. 18 марта 1766 года король подписал Пояснительный акт и Отзыв гербового акта.

## Последствия
Многие современники и ранние историки американской революции потом утверждали, что кризис 1765 года был первым шагом к революции, а Джон Адамс писал, что сама революция зародилась в эти дни. Он писал, что кризис изменил его, и всё американское общество. Генерал Томас Гейдж писал в Лондон в те дни, что за всеми спорами незримо стоит вопрос о независимости американских колоний. Однако, историк Джон Ферлинг писал, что историки и современники переоценивали значение событий 1765 года. Кризис случился слишком внезапно и завершился слишком быстро, чтобы успело возникнуть настоящее революционное движение. Многим казалось, что британские власти просто совершили ошибку. Революционеры не рождаются из такого мировоззрения, утверждал Ферлинг. Некоторые люди действительно изменились, как Джон Адамс, но развитие событий влияла главным образом дальнейшая политика Великобритании. Протестные настроения могли продолжаться и развиваться только в случае соответствующих шагов правительства. Много лет спустя Адамс написал, что в действительности на изменение настроений американского общества повлияла вся последовательность событий между 1765 и 1775 годами.
Британское правительство совершило большую ошибку, решившись на издание Гербового акта, но ещё большей ошибкой стало то, что оно не было готово к сопротивлению. Если бы оно решилось применить силу, то вполне возможно, что протесты удалось бы подавить. Несмотря на отдельные бунты, в американском обществе доминировали умеренные настроения. В 1765 году условия для утверждения власти парламента в колониях были благоприятны, как никогда. Но теперь момент был упущен, и имело смысл перейти к более умеренной политике, однако британское правительство боялось потерять лицо и пошло на новые жёсткие меры. Одновременно и в британском обществе росло недовольство американцами. Франклин писал из Лондона, что теперь практически всё общество настроено против Америки.
Кризис Гербового акта дискредитировал умеренных американцев и усилил позиции радикалов. Кризис разрушил карьеры тех политиков, которые в последующие годы могли бы помочь успокоить протесты. Массачусетский губернатор Фрэнсис Бернард утратил всю свою популярность. Томас Хатчинсон также утратил своё влияние, Джон Хьюджес перестал быть реальным политиком в Пенсильвании, а Ингерсолл и Фитч в Коннектикуте. В Вирджинии кризис помог Патрику Генри пробиться в политику, стать лидером Палаты бюргеров, и впоследствии направить её на путь революции. Этот же кризис привёл в политику Ричарда Генри Ли. Политическая карьера Джеймса Отиса началась ещё до кризиса, но именно кризис сделал его ведущим политиком Массачусетса.

## В культуре
В 1766 году в Англии, предположительно на фабрике Cockpit Hill Factory в Дерби, была выпущена серия керамических чайников с надписью «No Stamp Act» и «America, Liberty Restored». Эта серия была изготовлена для поставки на американский рынок после отмены Гербового акта. В то время многие англичане поддерживали американский протест или, по крайней мере, симпатизировали ему, но факт изготовления специальных чайников говорит о том, насколько важна была торговля с Америкой для английской промышленности. В начале века американцы закупали керамику во многих странах: Голландии, Франции, Германии и Китае, но к середине века английская промышленность смогла увеличить объёмы производства и снизить цены, и в итоге вытеснить конкурентов с рынка. Однако, предложение быстро превысило спрос, и керамические фабрики стали прибегать к маркетинговым приёмам, например, украшать чайники политическими лозунгами, и даже такими, которые прямо противоречили политике Великобритании. Эти чайники говорят и о том, как пересекалась бытовая жизнь и социальная: к середине века чаепития из внутрисемейной церемонии стали превращаться в политизированные собрания.

### Статьи
- Adair, Douglass. The Stamp Act in Contemporary English Cartoons (англ.) // The William and Mary Quarterly. — Omohundro Institute of Early American History and Culture, 1953. — Vol. 10, iss. 4. — P. 538—542. — doi:10.2307/1923593.
- Bullion, John L. British Ministers and American Resistance to the Stamp Act, October- December 1765 (англ.) // The William and Mary Quarterly. — Omohundro Institute of Early American History and Culture, 1992. — Vol. 49, iss. 1. — P. 89—107. — doi:10.2307/2947336.
- Carp, Benjamin L. Fire of Liberty: Firefighters, Urban Voluntary Culture, and the Revolutionary Movement (англ.) // The William and Mary Quarterly. — 2001. — Vol. 58, iss. 4. — P. 781–818. — doi:10.2307/2674500.
- Ellefson, C. Ashley. The Stamp Act in Georgia (англ.) // The Georgia Historical Quarterly. — Georgia Historical Society, 1962. — Vol. 46, iss. 1. — P. 1—19.
- Hodge, Helen Henry. The Repeal of the Stamp Act (англ.) // Political Science Quarterly. — The Academy of Political Science, 1904. — Vol. 19, iss. 2. — P. 52—276. — JSTOR pdf/2140283.pdf.
- Kerr, Wilfred B. The Stamp Act in the Floridas, 1765-1766 (англ.) // The Mississippi Valley Historical Review. — Oxford University Press, 1935. — Vol. 21, iss. 4. — P. 463—470. — doi:10.2307/1895455.
- Morgan, Edmund S. Colonial Ideas of Parliamentary Power 1764–1766 (англ.) // William and Mary Quarterly. — Omohundro Institute of Early American History and Culture, 1948. — Vol. 5, iss. 3. — P. 311–341. — doi:10.2307/1923462.
- Oats, Lynne and Sadler, Pauline. ACCOUNTING FOR THE STAMP ACT CRISIS (англ.) // The Accounting Historians Journal. — The Academy of Accounting Historians, 2008. — Vol. 35, iss. 2. — P. 101—143.
- O'Shaughnessy, Andrew J. The Stamp Act Crisis in the British Caribbean (англ.) // William and Mary Quarterly. — Omohundro Institute of Early American History and Culture, 1994. — Vol. 51, iss. 2. — P. 203—226. — doi:10.2307/2946860.
- Ritcheson, Charles R. The Preparation of the Stamp Act (англ.) // William and Mary Quarterly. — Omohundro Institute of Early American History and Culture, 1953. — Vol. 10, iss. 4. — P. 543—559. — doi:10.2307/1923594.